# Romain Terrain
Pour les articles homonymes, voir Terrain.
Pas d'image ? Cliquez ici

a Compétitions nationales et continentales officielles uniquement.

Dernière mise à jour le 29 juin 2017.
Romain Terrain, né le 22 août 1981 à Aire-sur-l'Adour (Landes), est un joueur français de rugby à XV, évoluant au poste de talonneur (1,83 m pour 103 kg).

## Biographie
Son père Christophe Terrain a fait une longue carrière comme troisième ligne centre en première division, à Lourdes dans les années 1970 (finaliste du Du Manoir en 1977) puis à Riscle dans les années 1980.
Formé à Auch, Romain fait ses premiers pas en Top 16 avec la Section paloise en 2003. Son explosivité lui permet de faire quelques apparitions au poste de troisième ligne centre.
Il est international France A (3 sélections en 2004-2005 face à Angleterre A, Irlande A et Italie A) et est élu révélation de l'année 2005-2006 dans le Rugbyrama.
Il signe à Castres en 2006 puis à Biarritz en 2009, où il dispute la finale de Heineken Cup 2010 et remporte l'Amlin Cup en 2012. Il rejoint Perpignan en 2012 et y termine sa carrière professionnelle en 2016. Il entraîne les Crabos de l'USAP au début de la saison 2016/2017, puis rechausse les crampons au JS Riscle, son club formateur.
En juin 2011, il participe à la tournée des Barbarians français en Argentine pour jouer deux matchs contre les Pumas. Les Baa-Baas s'inclinent 23 à 19  à Buenos Aires puis l'emportent 18 à 21 à Resistencia.

## Palmarès
- Challenge Cup : 
  - Vainqueur (1) : 2012